# Stenoselma
Stenoselma is een geslacht van vliesvleugeligen uit de familie Pteromalidae. De wetenschappelijke naam van dit geslacht is voor het eerst geldig gepubliceerd in 1956 door Delucchi.

## Soorten
Het geslacht Stenoselma omvat de volgende soorten:
- Stenoselma asiaticum Dzhanokmen & Herthevtzian, 1990
- Stenoselma nigrum Delucchi, 1956
- Stenoselma planum Dzhanokmen & Herthevtzian, 1990